# Lionel Townsend Crawshaw
Lionel Townsend Crawshaw (* 1864 in Warmsworth bei Doncaster, South Yorkshire; † 1949 in Bath, Somerset) war ein britischer Maler, Aquarellist und Radierer.

## Leben
Crawshaw, Sohn des Kaufmanns Edward Crawshaw, besuchte nach der Schule die University of Cambridge, wo er zum Solicitor ausgebildet wurde. Danach wandte er sich der Malerei zu und studierte 1889/1890 zunächst an der Kunstakademie Düsseldorf. Dort ging er in die Elementarklasse von Heinrich Lauenstein. Zur weiteren Ausbildung ging er nach Karlsruhe und auf die Académie Colarossi in Paris. Eine Zeit lang lebte er in Doncaster und Edinburgh, ferner in Whitby und Droitwich Spa. Seine Werke stellte er unter anderem an der Royal Academy of Arts, an der Royal Scottish Academy und im New English Art Club aus. Aus seiner ersten Ehe mit Juliette Menut aus Belle-Île (Bretagne) ging sein Sohn Harold Crawshaw hervor. Die Blumenmalerin Frances Crawshaw (* 1876) war seine zweite Ehefrau, mit der er bis in die frühen 1930er Jahre in Yorkshire lebte, später in Trusham, Devon. Crawshaw gilt als Mitglied der Staithes Group, einer Künstlergruppe, die zwischen 1894 und 1909 in dem Fischerdorf Staithes an der Küste Yorkshires wirkte.